# バルダーズ・ゲート2 スロウン オブ バール
『バルダーズ・ゲート2 スロウン オブ バール』（Baldur's Gate II: Throne of Bhaal）は、コンピュータRPG『Baldur's Gate II: Shadows of Amn』（『BG2』）の拡張パック。バイオウェアによって開発され、en:Black Isle Studios、en:Interplay Entertainmentから2001年に発売された。
日本においては、セガから2001年11月29日に発売された。
この拡張パック（『ToB』）は、2000年に発売された『BG2』に複数の新規要素を追加し、1作目（『BG1』）より続いた「ベハルの子サーガ」完結編とも言える作品となっている。新しい武器がいくつか追加され、レベルキャップが上がり、グラフィック・エンジンがさらに洗練され、クラス関連の新機能や魔法スキルが追加された。
ドリュー・カーピシンによる本作の小説版が、2001年9月に発売されている。
なお、タイトルにある「Bhaal」は、本作の日本版などでは「バール」となっているが、D&Dの日本語版では「ベハル」となっている。

## ゲーム内容
ゲームプレイはこれまでのシリーズと同様で、プレイヤーはゲーム開始時にカスタムデザインできる主人公を含む、最大6人のキャラからなるパーティを操作する。プレイヤーは『BG1』又は『BG2』からキャラをインポートすることもできる。オリジナルのゲームに登場したノンプレイヤーキャラクター（NPC）は、ヨシモを除いて全て使用可能である。他にも、様々な要素が追加されている。

### 追加要素の一例
- 経験点の上限が8,000,000に、最大レベルが40まで引き上げられ、新たな高レベルモンスター、新たなアイテムが追加される[12]。
- どこからでも移動でき、拠点となる「ポケットプレーン」の追加。
- 新たなダンジョン「ウォッチャーズ・キープ」が追加され[12]、『BG1』と『BG2』両方のキャンペーンからアクセスできる。
- 新たなメイジ・クラス・キットである「ワイルド・メイジ」の追加[12][3]。
- 『BG1』で最大の敵だったサレヴォクが再登場し、仲間にすることもできる[3]。

## ストーリー
『BG2』の直後から物語は始まる。イレニカスを倒しサルダネッセラーを救った主人公らであったが、オームーの南にあるテシアの地では、強大な力を持った5人のベハルの子が台頭し、それぞれが軍を率いて殺し合いを続けていた。そしてベハルの子と疑われた者への迫害も起こる。
テシルの街サラドゥーシュで、主人公は無実のベハルの子達を保護している女性メリッサンと出会う。主人公はベハルの復活を阻止しようとする彼女に協力しながら、強大なベハルの子らと戦うことになる。

## 売上
米国では、『ToB』はNPD Intelectの6月24日から30日までのコンピュータゲームセールスチャートで5位にランクインし、2週目には7位、3週目には10位に落ちた。NPD Intelectの2001年6月度月間チャートでは初登場13位となった。NPDによると、『ToB』は4週目には週間トップ10から姿を消したが、7月には13位、8月には20位と月間セールスチャートには残った。9月には月間トップ20から外れた。11月第1週までに、『ToB』は米国だけで85,451本を売り上げた。GameSpotのライターDesslockは当時、『ToB』を「よく売れたし、今も売れ続けている」と述べている。米国での販売本数は、2006年までに10万本を超えたが、48万本は下回った。
バイオウェアによれば、『ToB』の全世界での売上は、2002年12月までにおよそ50万本に達したという。

## 評価
ニュー・ストレーツ・タイムズのクリス・チャンは『ToB』に好意的に評価し、利用可能なカスタマイズオプションを賞賛した。GameSpyはこのゲームを「素晴らしいゲームサーガの素晴らしい終わり」と評した。IGNは、『ToB』に「Editors' Choice Award」を与えた。

## 受賞
『ToB』は、Academy of Interactive Arts & Sciencesの第5回Interactive Achievement Awardsにおいて、PC部門の「Computer Role-Playing Game of the Year」を受賞した。Computer Gaming World、IGN、RPG Vault、そしてGameSpyとPC Gamer USでは『Command & Conquer: Yuri's Revenge』と並んで、その年のベスト・コンピュータゲーム拡張パックに選ばれた。GameSpotとComputer Games Magazineは、2001年のベスト拡張パックとして『ToB』をノミネートしたが、それぞれ『Yuri's Revenge』と『Diablo II: Lord of Destruction』に奪われた。また、The Electric Playgroundの「PC向けベストRPG」の最終選考にも残った（受賞は『Arcanum: Of Steamworks and Magick Obscura』）。
Computer Gaming Worldの編集者は「『ToB』は『Ultima IX』がなすべきことをした。『BG1』からずっと小さなヒーローを育ててきた人々にとって、最上の満足できるご褒美だ」と書いている。PC Gamer USは、「前作『BG2』に匹敵する傑作」と評価し、「これまでで最大の拡張パックかもしれない」と書いている。
日本のニュースサイト「Game Watch」の嶋村智行は、本作について、前3作を通じて昇華され続けたシステムの集大成として相応しい出来栄えだと評価している